# Cat Food/Groon
Cat Food/Groon è un singolo del gruppo musicale britannico King Crimson, pubblicato il 13 marzo 1970 dalla Island Records.

## Descrizione
Si tratta dell'unico singolo stand-alone del gruppo, sebbene una versione estesa del lato A Cat Food sia stata inclusa successivamente nel secondo album in studio del gruppo, In the Wake of Poseidon, uscito nello stesso anno. Groon, invece, non venne mai pubblicata in successivi dischi, fatta eccezione per una versione dal vivo presente in Earthbound del 1972.
Il 6 marzo 2020, in celebrazione dei 50 anni dalla sua uscita, i King Crimson hanno ripubblicato il singolo in versione estesa a quattro tracce in edizione CD e 10".

## Tracce
7" (Europa)
- Lato A

1. Cat Food – 2:45 (Robert Fripp, Peter Sinfield, Ian McDonald)

- Lato B

1. Groon – 3:31 (Robert Fripp)

CD, 10" (Regno Unito)
1. Cat Food (Original Single Version) – 2:47
2. Cat Food (2019 Live Version) – 4:40
3. Cat Food (2019 Alternate Mix) – 5:03
4. Groon (Original Version) – 3:34

## Formazione
- Robert Fripp – chitarra, mellotron, effetti
- Greg Lake – voce
- Michael Giles – batteria
- Peter Giles – basso
- Keith Tippett – pianoforte
- Mel Collins – sassofono, flauto
- Peter Sinfield – testi

## Classifiche
| Classifica (2020)      | Posizione massima |
| ---------------------- | ----------------- |
| Regno Unito (physical) | 2                 |
| Regno Unito (vinyl)    | 2                 |